# 萬福庵
22°59′46″N 120°12′10″E / 22.996175°N 120.202886°E
首貮境萬福庵，是位於臺灣臺南市中西區的齊天大聖廟。其前身為明朝英義伯阮駿之夫人來臺孀居之所，在萬福庵二樓左側廂房仍供奉著阮駿與其夫人之牌位。由於現在的廟宇是民國六十一年（1972年）才改建而成的，故只有廟前保留古貌的照壁列為古蹟。

## 沿革

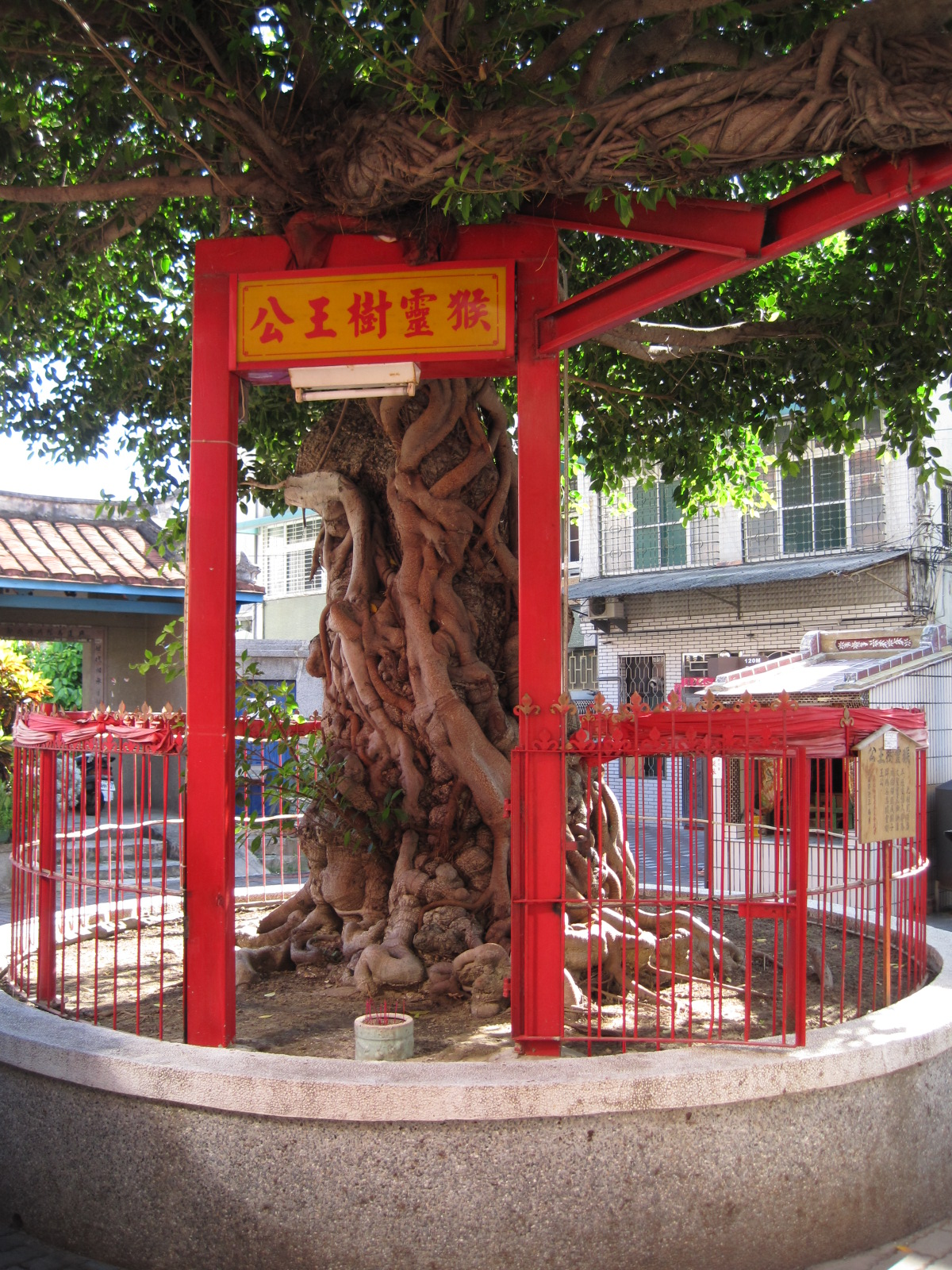
萬福庵前的「猴靈樹王公」

萬福庵的前身是鄭成功部將阮駿之夫人孀居的宅邸。明永曆十年八月廿六日（1656年10月13日），清軍共大小戰艦四百餘艘進攻舟山群島，當時駐守島上的阮駿與其他將領與之對戰。第一天阮駿率五十艘戰艦得勝，但隔日交戰時中計遭到包圍，最後因無力再戰而引爆船上火藥殉死。該年重陽時，居於廈門的阮夫人方知道阮駿之死訊，之後遷入「育冑館」受鄭軍照顧以養育獨子。但永曆十七年（1663年）時，清朝與荷蘭聯軍進攻金廈，雙方於金門烏沙頭大戰，雖然鄭軍暫時得勝，然而金廈依然局勢緊迫，故包括阮夫人一家在內的當地軍民紛紛逃離，最後阮夫人一家幸運撤到鄭經所在的銅山島，躲過了之後耿繼茂在金廈地區進行的屠城。而到了隔年，因該地難守，鄭經接受洪旭建議自銅山島率七千多軍民撤退來臺，而阮夫人與其子亦在其中。鄭經延續鄭成功對阮家的禮遇，便在承天府鎮北坊明寧靖王宅邸「一元子園亭」後方建宅邸供其居住。然而來臺不久後其獨子便病逝了，經歷了喪夫喪子之痛的阮夫人便因而在宅邸內吃齋守節，獨自孀居著。
而在施琅滅了明鄭後，據說阮夫人因不滿施琅入住已照寧靖王遺命改建為「東寧天妃宮」的王府（今大天后宮），便改變房子原本坐北朝南的格局，將屋子大門改朝向西方，即對著大天后宮的方向，故意用風水格局來剋施琅。施琅得知後，便在阮夫人宅前蓋了座照壁來阻隔煞氣，也就是現在的萬福庵照壁。
在阮夫人去世後，附近居民便將阮夫人的宅邸改作寺廟，稱「阮夫人寺」，清嘉慶十一年（1806年）時改名為「萬福庵」。今天兩層樓的樣式則是民國六十一年（1972年）改建後的結果。當時只有照壁保留古貌，但民國八十年（1991年）時亦予以重修。
而關於萬福庵從原本的寺庵變成「全臺開基齊天大聖廟」的原因，一說是因為庵中尼姑在嘉慶年間救恤孤寡，收留孤兒，但嬰孩多有哭鬧冥頑之現象，故在庵內供奉齊天大聖，以祈求小孩子乖馴健康，結果後來就變成了齊天大聖廟。另一說則是因為庵前有一奇樹，外型彷彿有猴子在爬樹，因而有人祭拜並說是齊天大聖顯靈，結果萬福庵便成了間齊天大聖廟。而直到今天，仍然有信徒到這裡祈求齊天大聖，或讓小孩做大聖爺的契子，希望自己的小孩能聽話懂事並平安長大。

## 照壁特色
萬福庵照壁為磚造，外面抹以白泥。其頂為雙重脊形式，中央比兩側高，均有燕尾，而屋簷下則用藍底紋樣裝飾。

## 外部連結
- 臺南市政府文化觀光處——萬福庵照牆[永久]